# Ángel Ramón Paz
Ángel Ramón Paz   (Tela, 28 d'octubre de 1950 - 4 de novembre de 2008) fou un futbolista hondureny de la dècada de 1960.
Fou internacional amb la selecció d'Hondures. Pel que fa a clubs, destacà a CD Olimpia.